# Leptotyphlops calypso
Leptotyphlops calypso este o specie de șerpi din genul Leptotyphlops, familia Leptotyphlopidae, descrisă de Thomas, Mcdiarmid și Thompson 1985. Conform Catalogue of Life specia Leptotyphlops calypso nu are subspecii cunoscute.